# Матч за звання чемпіона світу із шахів за версією ФІДЕ 1996
Матч за звання чемпіона світу з шахів за версією ФІДЕ був проведений у Елісті з 6 червня по 11 липня 1996 року. Чинний чемпіон Анатолій Карпов переміг переможця матчів претендентів 1995 року Гату Камського з рахунком 10½ — 7½ на користь Карпова, який захистив свій титул чемпіона світу за версією ФІДЕ.

## Результати
|                         | 1 | 2 | 3 | 4 | 5 | 6 | 7 | 8 | 9 | 10 | 11 | 12 | 13 | 14 | 15 | 16 | 17 | 18 | Очки |
| ----------------------- | - | - | - | - | - | - | - | - | - | -- | -- | -- | -- | -- | -- | -- | -- | -- | ---- |
| Анатолій Карпов (Росія) | 1 | 0 | ½ | 1 | ½ | 1 | 1 | ½ | 1 | 0  | ½  | ½  | ½  | 1  | ½  | 0  | ½  | ½  | 10½  |
| Гата Камський (США)     | 0 | 1 | ½ | 0 | ½ | 0 | 0 | ½ | 0 | 1  | ½  | ½  | ½  | 0  | ½  | 1  | ½  | ½  | 7½   |